# パク・キュチョル
パク・キュチョル（朴 圭哲、ハングル：박규철、1981年 - ）は、韓国のソフトテニス選手。

## 来歴
達城郡庁所属　2015世界ソフトテニス選手権においてダブルス,ミックスダブルスで金メダルを獲得。2014年の自国開催アジア競技大会では主将を務めた。2022年を最後に現役引退。。

## 四大国際大会戦績
- 2012アジアソフトテニス選手権　　ダブルス銅メダル　国別対抗団体戦銀メダル
- 2014アジア競技大会　　ダブルス銅メダル　ミックスダブルス銅メダル　国別対抗団体戦金メダル
- 2015世界ソフトテニス選手権　　ダブルス金メダル　ミックスダブルス金メダル[2]　国別対抗団体戦銅メダル[3]
- 2019世界ソフトテニス選手権　　ミックスダブルス金メダル[4]　ダブルス銀メダル[5]　国別対抗団体戦銀メダル[6]